# Särksjön, Jämtland
Särksjön är en sjö i Strömsunds kommun i Jämtland och ingår i Ångermanälvens huvudavrinningsområde. Sjön har en area på 0,387 kvadratkilometer och ligger 705 meter över havet. Sjön avvattnas av vattendraget Särksjöbäcken.

## Delavrinningsområde
Särksjön ingår i det delavrinningsområde (720389-142893) som SMHI kallar för Utloppet av Särksjön. Medelhöjden är 752 meter över havet och ytan är 2,11 kvadratkilometer. Det finns inga avrinningsområden uppströms utan avrinningsområdet är högsta punkten. Särksjöbäcken som avvattnar avrinningsområdet har biflödesordning 3, vilket innebär att vattnet flödar genom totalt 3 vattendrag innan det når havet efter 371 kilometer. Avrinningsområdet består mestadels av skog (37 procent) och kalfjäll (45 procent). Avrinningsområdet har 0,38 kvadratkilometer vattenytor vilket ger det en sjöprocent på 18,2 procent.